# Zhang Zhizhen
Zhang Zhizhen (în chineză: 张之臻; Mandarin pronunciation: [ʈʂáŋ ʈʂɻ̩́ ʈʂə́n]; n. 16 octombrie 1996, Shanghai, Republica Populară Chineză) este un jucător chinez de tenis profesionist. Cea mai bună clasare a sa la simplu este locul 33 mondial, în iunie 2024, și pe locul 49 mondial la dublu în iunie 2024. A câștigat un titlu la dublu pe circuitul ATP, două titluri la simplu și două titluri la dublu în ATP Challenger, precum și două titluri la simplu și două titluri la dublu în ITF Futures Tour.  În 2021, Zhang a devenit primul chinez din era deschisă care a jucat pe tabloul principal la Wimbledon. În octombrie 2022, a devenit primul jucător chinez care a ajuns în top 100 în clasamentul ATP la simplu. Apoi, în mai 2023, a devenit primul chinez care a ajuns în sferturile de finală ale unui turneu ATP 1000. După turneul de la Eastbourne a urcat pe locul 52, devenind cel mai bine clasat jucător de tenis masculin chinez din toate timpurile, depășind recordul lui Wu Yibing (locul 54).